# 兰陵王·柳
《兰陵王·柳》是中國北宋末期著名的詞人、音乐家周邦彥（1056-1121）的一首词作。

## 诗词原文
|  | 柳阴直，烟里丝丝弄碧。 隋堤上、曾见几番，拂水飘绵送行色。 登临望故国，谁识京华倦客？ 长亭路，年去岁来，应折柔条过千尺。 闲寻旧踪迹，又酒趁哀弦，灯照离席。 梨花榆火催寒食。 愁一箭风快，半篙波暖， 回头迢递便数驿，望人在天北。 凄恻，恨堆积！ 渐别浦萦回，津堠岑寂，斜阳冉冉春无极。 念月榭携手，露桥闻笛。 沉思前事，似梦里，泪暗滴。 |

## 背景
南宋张端义《贵耳录》、清贺裳《皱水轩词筌》称这首词描写宋徽宗、周邦彥与李师师的三角故事，李师师置酒送别时，周邦彦赋此词。近世王国维则认为纯属附会。周济《宋四家词选》认为这是一首“客中送客”的送别词，胡云翼《宋词选》也认为是借送别来表达词人‘京华倦客’的抑郁心情。
这首词在南宋绍兴年间颇为流行。

## 评价
多位名家评点都指出，这首词用笔之绵密曲折。